# Campionat d'Espanya de trial 2005
La temporada de 2005 del Campionat d'Espanya de trial fou la 38a edició d'aquest campionat, organitzat per la Reial Federació Motociclista Espanyola. El calendari oficial constava de 7 proves puntuables, celebrades entre el 3 d'abril i el 23 d'octubre. 3 de les proves programades es disputaren als Països Catalans: Penedès (10 d'abril), Esport (12 de juny) i València (23 d'octubre).

## Classificació final
Font:
| Posició | Pilot            | Motocicleta  | Punts |
| ------- | ---------------- | ------------ | ----- |
| 1       | Adam Raga        | Gas Gas      | 109   |
| 2       | Albert Cabestany | Sherco       | 99    |
| 3       | Marc Freixa      | Montesa      | 86    |
| 4       | Toni Bou         | Beta         | 78    |
| 5       | Dani Oliveras    | Gas Gas      | 56    |
| 6       | Dani Gibert      | Gas Gas      | 52    |
| 7       | Josep Maria Juan | Montesa/Beta | 43    |
| 8       | Dougie Lampkin   | Montesa      | 39    |
| 9       | Daniel Cuerdo    | Gas Gas      | 39    |
| 10      | Joan Cordon      | Gas Gas      | 33    |

## Categories inferiors
| Categoria    | Guanyador      | Motocicleta |
| ------------ | -------------- | ----------- |
| Sènior B     | Xavier León    | Montesa     |
| Sènior C     | Francesc Recio | Beta        |
| Veterans     | Joan Solé      | Beta        |
| Júnior 250cc | Alfredo Gómez  | Gas Gas     |
| Júnior 125cc | David Millán   | Sherco      |
| Cadets       | Pau Botella    | Gas Gas     |
| "Autonomías" | País Valencià  | -           |